# TXS 0506+056
TXS 0506+056 è un blazar molto energetico di tipo BL Lacertae. Con uno spostamento nel rosso di 0,3365±0,0010, ha una distanza di luminosità di circa 1,75 gigaparsec (5,7 miliardi di anni luce). La sua locazione approssimata nel cielo è presso la spalla sinistra della costellazione d'Orione. Scoperto come sorgente radio nel 1983, il blazar è stato successivamente osservato sull'intero spettro elettromagnetico.
TXS 0506+056 è la prima nota sorgente di neutrini astrofisici di alta energia, identificata a seguito dell'evento di neutrini chiamato IceCube-170922A in un primo esempio di astronomia multimessaggio. Le uniche sorgenti astronomiche di neutrini precedentemente osservati dai rivelatori appositi erano il Sole e la supernova 1987A, rivelate decenni prima con neutrini di energia molto minore.